# Cryptadaeum capense
Genre
Espèce
Cryptadaeum capense, unique représentant du genre Cryptadaeum, est une espèce d'opilions laniatores de la famille des Triaenonychidae.

## Distribution
Cette espèce est endémique du Cap-Occidental en Afrique du Sud. Elle se rencontre vers St James .

## Description
Le mâle holotype mesure 5 mm et la femelle paratype 4,8 mm

## Étymologie
Son nom d'espèce, composé de cap et du suffixe latin -ense, « qui vit dans, qui habite », lui a été donné en référence au lieu de sa découverte, la péninsule du Cap.

## Publication originale
- Lawrence, 1931 : « The harvest-spiders (Opiliones) of South Africa. » Annals of the South African Museum, vol. 29, no 2, p. 341–508 (texte intégral).